# Maj Sjöwall
Maj Sjöwall (ur. 25 września 1935 w Sztokholmie, zm. 29 kwietnia 2020 w Landskronie)  – szwedzka pisarka. 

## Twórczość
Znana przede wszystkim ze stworzonego razem z partnerem Perem Wahlöö cyklu powieści kryminalnych z bogatym tłem obyczajowym, znanego jako „roman om ett brott” (dosłownie „powieści o przestępstwie”, na polski tłumaczone też jako „opowieści z życia policji”), publikowanego w latach 1965-1975. Ich głównym bohaterem był Martin Beck, oficer wydziału zabójstw policji w Sztokholmie. W powieściach tych para autorska Sjöwall i Wahlöö dawała też wyraz swoim skrajnie lewicowym przekonaniom politycznym, krytykując szwedzki socjaldemokratyczny model państwa i społeczeństwa. 
Ponadto z Tomasem Rossem wydała powieść Kvinnan som liknade Greta Garbo (1990).